# Penago Baru
Penago Baru is een bestuurslaag in het regentschap Seluma van de provincie Bengkulu, Indonesië. Penago Baru telt 735 inwoners (volkstelling 2010).